# Palermói kő
A palermói kő a legkorábbi egyiptomi évkönyv feljegyzéseit megörökítő hatalmas diorit vagy fekete bazalt kőtábla töredéke. Feltehetőleg a legrégebbi ókori egyiptomi történelmi szöveg. Eredetileg valószínűleg 2,2 méter hosszú, 0,61 méter széles és 6,5 cm vastag lehetett, de nagy része hiányzik. Jelenleg hét töredéke ismert, közülük a legnagyobbat 1866 óta a palermói régészeti múzeum őrzi, nevét is innen kapta. Ez a töredék 43,5 cm magas és 25 cm széles, mindegyik oldalán hiányos. A kő eredeti helye nem ismert, az adhat némi támpontot, hogy egyik töredékét Memphiszben találták meg.

## Tartalma
A tábla egyik oldalán a legrégebbi időktől a IV. dinasztiáig terjedő, a másikon az V. dinasztia uralkodási ideje alatt történt események évkönyvi adatai vannak feljegyezve. Az események felsorolása (elsősorban kultikus cselekmények, építkezések, egy-egy hadi vállalkozás stb.) az V. dinasztia korához közeledve egyre bővebbé válik. A ránk maradt részen a dinasztikus, történeti kort megelőző időkből alsó-egyiptomi uralkodóknak szájhagyomány útján megőrzött nevei szerepelnek, minden közelebbi megjegyzés nélkül. Párhuzamos sorok közt, az „év” hieroglif jele által elválasztott rubrikákban találhatóak a történeti kor uralkodóinak egy-egy uralkodási évéhez fűződő események. A felsorolások alatt vonással elválasztva szerepelnek a Nílus vízmagasságának adatai is, mint Egyiptom életében jelentős eseménynek a megörökítése.
A kő minden bizonnyal egyike volt azoknak a dokumentumoknak, melyek segítségével Manethón összeállította dinasztikus kronológiáját. Az első két dinasztiára vonatkozó sok adat a szöveg töredékes volta miatt elveszett.

## Töredékei

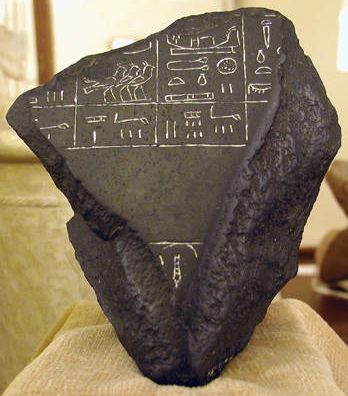
A Petrie-féle, ún. annales-töredék (Petrie Museum, London) a Haszehemui- és a Sznofru-regiszterrel

A kőnek jelenleg hét töredéke ismert. (Valamennyi megtekinthető itt.)
1. Maga a palermói kő (P) a legnagyobb darab. Ezt 1895-ben „fedezte fel” a palermói múzeumban egy francia tudós, helyesebben ő ismerte fel először jelentőségét. Az első publikációt Heinrich Schäfer írta róla 1902-ben.
2. Petrie-féle töredék (annales-töredék, londoni töredék) – A kisebb, de jó állapotú töredéket 1914-ben vásárolta Sir William Flinders Petrie a kairói régiség-piacon, jelenleg a londoni University College-ben található, a róla elnevezett Petrie Museum of Egyptian Archaeologyban, melynek ő ajándékozta.
3. C1 – A másik nagyobb töredék.
4. C2 – Kisebb töredék, a C1-gyel együtt 1903 után vásárolták a kairói régiségpiacon.
5. C3 – Egy memphiszi ásatáson előkerült kisebb töredék.
6. C4 – 1963-ban a kairói régiségpiacon felbukkant kisebb töredék.
7. C5 – Kisebb töredék. Valamennyi „C” jelű (= Cairo fragments) a kairói múzeum tulajdona.

## Szövege

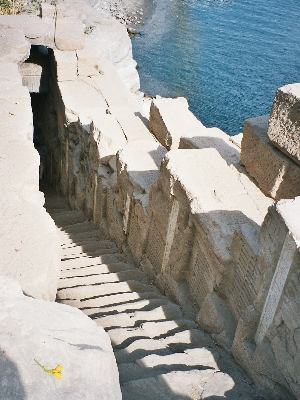
Az asszuáni Elephantine-szigeten található nílométer, amivel a Nílus vízmagasságát mérték

(kiemelve az eredeti szöveg, szögletes zárójelben a modern kiegészítések)
[X uralkodó 9. (rubrika szerint meghatározott) uralkodási éve:]
A det-ünnep megünneplésének első alkalma.
[A Nílus magassága:] 4 könyök, 1 tenyér.
[X uralkodó x+7. uralkodási éve:]
A kötél kifeszítése „Az istenek székhelye” nevezetű ház számára, Szesat papja által. [Nílusmagasság:] 4 könyök, 2 tenyér
Sznofru [x+2] éve:
„Mindkét ország dicsérete” nevű, meru-fából készült, 100 öl hosszú hajó építése...
Neheszi szétverése. 7000 fogoly és 200 000 nagyobb-kisebb állat hozatala.
Dél és Észak országai „Sznofru házai” nevű falainak építése.
40 cédrushajó hozatala
[Nílusmagasság:] 2 könyök, 2 ujj.
Uszerkaf [x+2] éve:
Alsó- és Felső-Egyiptom uralkodója, Uszerkaf adott emlékként a Heliupolisi Lelkek részére 20 áldozatot minden ... ünnepre 36 arura földet ... Uszerkaf birtokából;
Resep szentélye istenei részére 24 arura földet … 2 ökröt és libát naponta;
Ré isten részére 44 arura földet az északi kerületekből;
Hathor istennőnek 44 arura földet az északi kerületekből;
Debaut temploma istenei részére 54 arura földet...
Nehbet istennő részére a „Dél istenházá”-ban 10 áldozatot naponként;
Uadzset istennőnek ... 10 áldozatot naponként;
A „Dél istenházai” istenei részére 48 áldozatot naponként. Az állatok (adó) számlálásának harmadik alkalmával.
[Nílusmagasság:] 4 könyök, 2,5 ujj.

## További irodalom
- Schäfer, Heinrich: Ein bruchstück altägyptischer Annalen, mit Beiträgen von Ludwig Borchardt und Kurt Sethe, Berlin, 1902
- Breasted, J. H.: Ancient Records of Egypt, vol. I, sect. 76-167. (angol fordítás)
- Wilkinson, Toby A. H.: Royal annals of ancient Egypt: the Palermo stone and its associated fragments, London, 2000 (A legutóbbi és legteljesebb kutatási eredmények.)